# Lisa Simpson
Lisa Marie Simpson je lik iz popularne američke serije The Simpsons sestra je Barta Simpsona i Maggie Simpson, a kćer Homera J. Simpsona i Marge Simpson. Na listi top 50 animiranih likova, dijeli 11. mjesto s Bartom. U epizodi "Margical history tour" nalazi se u ulozi Pocahontas i Salieria

## Osobine
Lisa je izuzetno nadarena djevojka, ali vrlo nepopularna u školi. Svi je smatraju neprivlačnom osim najboljeg bratovog prijatelja, Milhousa koji je neprestano salijeće. Svira bariton saksofon. Budistica je i vegetarijanka. Iako je puno nadarenija od svog brata, jednako mnogo puta dobivala je kazne zbog svojih uvjerenja. 

## Inteligencija
Inteligencija je nešto svojstveno za Lisu. U epizodi "Smart and smarter" kao i u onoj "Homer's Enemy"pokazalo se da joj je IQ 156, što je najviši rezultat u Springfieldskoj Mensi, zbog čega je većina grada ne voli. Lisa je najpametniji član obitelji. Voli životinje i u jednoj od epizoda je postala asistentica veterinaru.

## Glazba
Lisa svira sve gudačke instrumente (violina, violončelo, viola i kontrabas), električnu gitaru, glasovir, obou, ali najveću ljubav gaji prema jazzu kojeg izvodi na svom bariton saksofonu

## Jezici
Dosta je dobra u talijanskom (naučio ju je Milhouse Van Houten prije odlaska u Italiju), njemački, francuski, kineski, ne toliko dobro koliko španjolski. U Treehouse of Horror XIV govori švedski ali pošto te epizode nisu vezane s ostalima, nije sigurno govori li ga.